# Corpos de Döhle
Os corpos Döhle são de cor azul claro, de localização periférica e comumente vistos em neutrófilos de pacientes com alguma infecção. Quando acompanhado de, por exemplo, desvio à esquerda, granulações tóxicas, vacúolos citoplasmáticos, este achado é muito sensível à presença de doença infecciosa ou inflamatória.
No entanto, os corpos Döhle também foram descritos em pacientes com queimaduras, mielodisplasia e na gravidez. Eles representam áreas de retículo endoplasmático rugoso, com ribossomos ligados, dando-lhes a cor azul. Inclusões de aparência semelhante, juntamente com plaquetas gigantes, são observadas em pacientes com anomalia de May-Hegglin.